# غوردون واتسون
غوردون واتسون (بالإنجليزية: Gordon Watson)‏ (1 مارس 1914 في المملكة المتحدة - 29 أبريل 2001) هو لاعب كرة قدم بريطاني (وحمل سابقاً جنسية المملكة المتحدة لبريطانيا العظمى وأيرلندا) في مركز نصف الجناح. لعب مع نادي إيفرتون ونادي بليث سبارتانز.

## وصلات خارجية
- غوردون واتسون على موقع قاعدة بيانات كرة القدم.إي يو (الإنجليزية)